# Steppenwolf
Steppenwolf es un grupo de rock de los años 1960 y 1970. Esta banda fue formada por miembros de Sparrow, una banda canadiense. Cuando el líder de Sparrow, John Kay, junto con otros miembros de la banda emigraron a EE. UU., cambiaron el nombre de la banda a Steppenwolf en Los Ángeles (California). Famosas son sus canciones ''Magic Carpet Ride'' y su canción ''Born to Be Wild'',ambas lanzadas en el año 1968, y además, Born to Be Wild se convirtió en un éxito en el cine por su aparición en la película Easy Rider de 1969 dirigida por Dennis Hopper.      
Tomaron el nombre de la novela Steppenwolf (El lobo estepario) del escritor alemán Hermann Hesse publicada en 1927. Steppenwolf es considerado como uno de los pioneros del Hard Rock y el Heavy Metal, junto con bandas como Cream, Led Zeppelin, Blue Cheer, The Kinks y Deep Purple, ya que su estilo incluía el uso de guitarras eléctricas distorsionadas y letras que abordaban temas de libertad y rebelión.  

## Historia

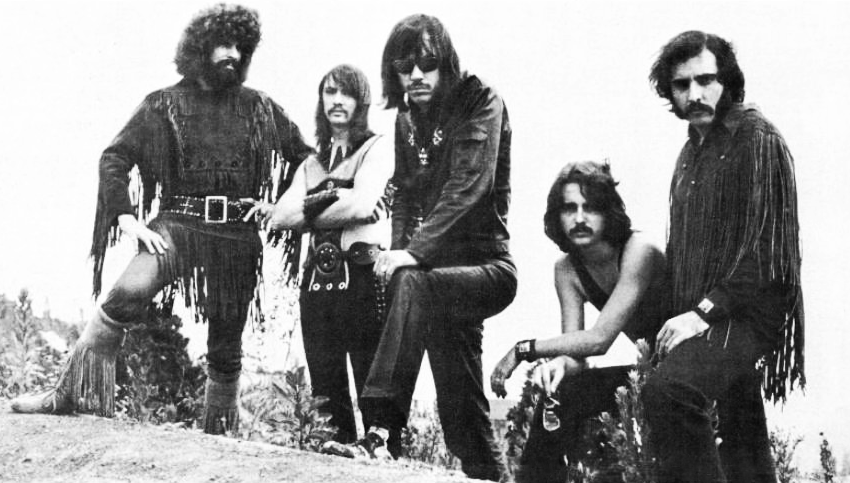
Steppenwolf en 1971. De izquierda a derecha: Goldy McJohn, Jerry Edmonton, John Kay, Larry Byrom y George Biondo.

A los cuatro años, John Kay (fundador de la banda), después de haber escapado con su madre de Prusia, huyó de Alemania Oriental a Alemania Occidental (lo que cantó en los temas «Renegade» de Steppenwolf 7 y «The Wall» de Rise and Shine), y se instaló con su familia en Hanóver. Emigró a Canadá en el año 1958.
Steppenwolf tiene sus orígenes en la banda de blues de Toronto The Sparrows, formada en 1964 y que tocaba en cafés del barrio de Yorkville. En 1967 la banda se estableció en San Francisco, California, Estados Unidos; donde comenzaron a tocar música folk.  Fue el productor Gabriel Mekler, de la discográfica Dunhill Records de Los Ángeles, fue el que les propuso endurecer su sonido, lo que les terminó acercando al hard rock y convirtiéndoles, ya como Steppenwolf. De hecho, el término "heavy metal" se obtuvo de unos versos de la canción «Born to Be Wild». Su formación original fue la de John Kay (voz y guitarra), Jerry Edmonton (batería), Michael Monarch (guitarra), Goldie McJohn (teclados) y Rushton Moreve (bajo).
En 1968, Nick St. Nicholas, que ya había tocado con The Sparrows, sustituye a Rushton Moreve al bajo. Su tercer sencillo, «Born to Be Wild», les catapultó a la fama al llegar al número 2 de las listas del Billboard; un año después fue incluida en la película Easy Rider. La canción fue escrita por Mars Bonfire (Dennis Edmonton), antiguo miembro de Sparrow y hermano de Jerry. John Kay declararía: "Cada generación piensa que nació para ser salvaje, e identifican esta canción como su himno".
El éxito continuó con canciones como "Magic Carpet Ride" de Steppenwolf the Second (1968) y "Rock Me" de At Your Birthday Party (1969). en 1970, en pleno éxito, publicaron el que, para muchos fanes de la banda, es su mejor disco: el doble LP Steppenwolf Live. El disco se editó entre Monster (1969) y Steppenwolf 7 (1970), los álbumes más politizados de la banda, en los que criticaron la política estadounidense de la era Nixon.
La banda se separó en 1971, después de la publicación del también político For Ladies Only, iniciando John Kay su carrera en solitario, junto a Kent Henry (guitarra), George Biondo (bajo), Hugh O'Sullivan (teclados) y Penti "Whitey" Glan (batería), que fueron sustituidos por Danny Kortchmar, Lee Sklar, Mike Utley y Russ Kunkel, respectivamente. Steppenwolf se reformaron en 1974 y editaron el LP Slow Flux, pero se volvieron a disolver en 1976. Durante el periodo entre 1977 a 1980, la banda se reunió para girar en directo, esta vez sin Kay. Incluso llegaron a grabar un nuevo disco de estudio, Night of the Wolf en 1979, que permanece inédito. John Kay formó una nueva versión de la banda a principios de los años 80, llamados John Kay and Steppenwolf con los que grabó cuatro discos entre ellos Wolf Tracks (1982), Paradox (1984), Rock & Roll Rebels (1987) y Rise & Shine (1990). En 2010, su vocalista original, John Kay se alejaría definitivamente de la agrupación.

## Miembros

### Miembros fundadores

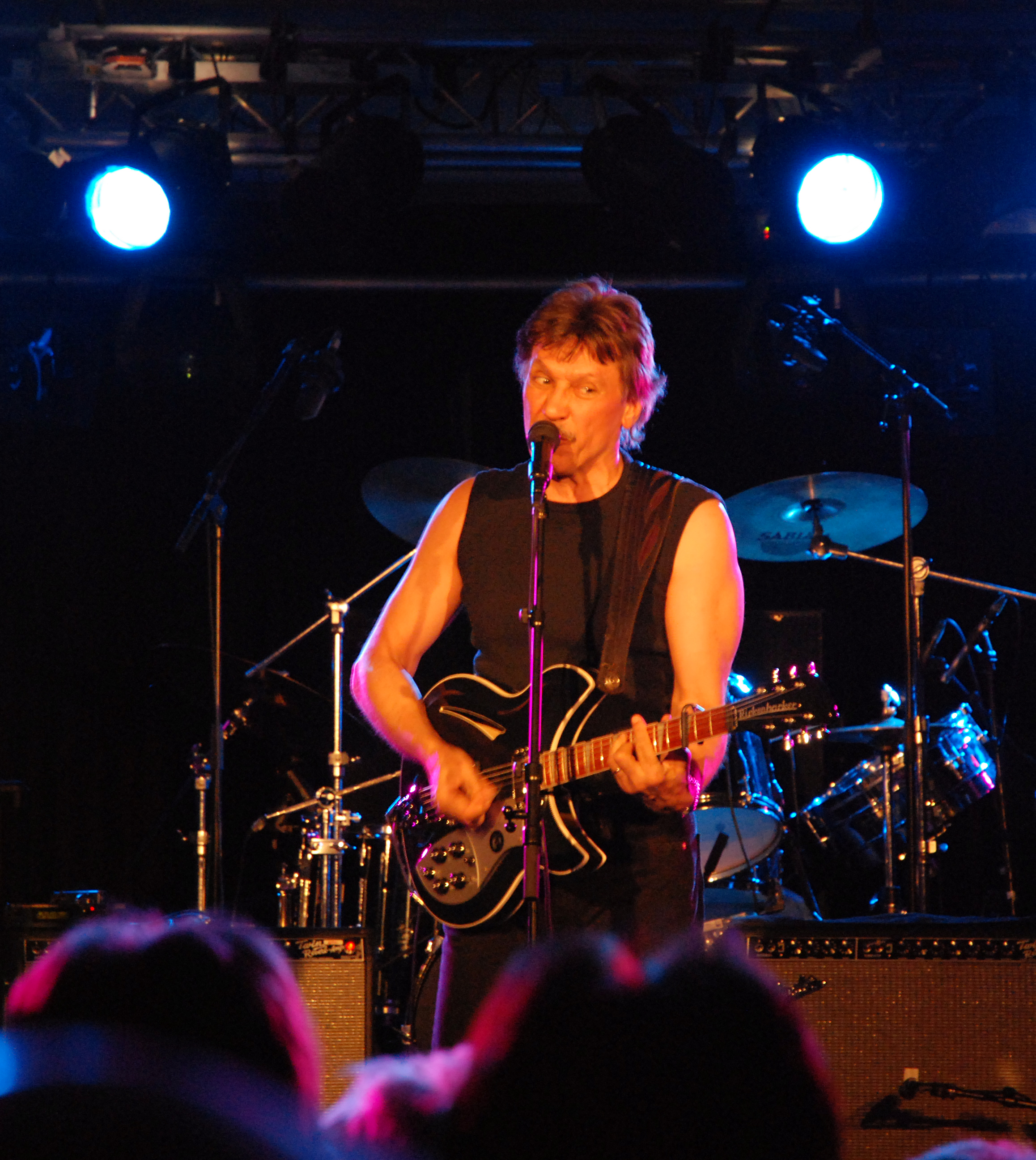
John Kay, vocalista de la banda en 2007.

- John Kay (1967-1972; 1974-1976; 1980-2007; 2010-): voz y guitarra.
- Jerry Edmonton † (1967-1976-): batería. Murió el 28 de noviembre de 1993.
- Michael Monarch (1967-1969; 2010-): guitarra.
- Goldie McJohn † (1967-1974; 2010-): teclados. Fallecido el 1 de agosto de 2017.
- Rushton Moreve † (1967-1968): (bajo)

### Otros miembros
- Dennis Edmonton (1972): guitarra.
- Larry Byrom (1970-1971): guitarra.
- Kent Henry † (1972): guitarra. Murió el 18 de marzo de 2009 a la edad de 60 años.
- Bobby Cochran (1974-1976): guitarra.
- Rob Black (1969): bajo.
- Nick St. Nicholas (1969-1971): bajo.
- George Biondo (1971-1976): bajo.
- Jack Ryland (1976): bajo.
- Andy Chapin (1975): teclados.
- Wayne Cook (1976): teclados.

## Discografía
- Steppenwolf (MCA, 1968).
- Steppenwolf The Second (MCA, 1968).
- At Your Birthday Party (MCA, 1969).
- Early Steppenwolf (MCA, 1969).
- Monster (MCA, 1969).
- Steppenwolf Live (MCA, 1970).
- Steppenwolf 7 (MCA, 1970).
- For Ladies Only (MCA, 1971).
- 16 Greatest Hits (MCA, 1973). Recopilatorio.
- Slow Flux (Mums Records/Epic, 1974).
- Hour of the Wolf (Epic, 1975).
- Skullduggery (Epic, 1976).
- Wolf Tracks (1982).
- Paradox (Black Leather Music, 1984).
- Rock & Roll Rebels (Qwil, 1987).
- Rise & Shine(Capitol, 1990).
- Live at 25 (1993).
- Feed the Fire (1996).
- Live in Louisville (2005). DVD.